# 機甲界ガリアン
『機甲界ガリアン』（きこうかいガリアン、PANZER WORLD Galient）は、日本のテレビアニメ作品。1984年（昭和59年）10月から1985年（昭和60年）3月まで日本テレビ他で放送された。全25話。

## 概要
中世ファンタジーのような世界観に、SF要素が組み合わされた設定を持ったロボットアニメである。
1年間（全50話）の予定で製作され放映されたが、塩山紀生は「一年は無理だが、半年間の放送なら監督出来る」という事で放送期間が半年に短縮され全話作画監督を担当している。後に『蒼き流星SPTレイズナー』のLDのブックレットに掲載されたインタビューによると、後半は高度文明連合を舞台の中心にして物語が展開し、ヒルムカと恋仲であるウーズベンももっと活躍する予定だったという。

## ストーリー
イラスタント太陽系第5惑星アーストに位置し、3000年の歴史を誇るボーダー王国は、折りしも嫡子誕生に沸いていた。しかし、征服王マーダルの人馬兵の軍勢が突如侵攻してくる。圧倒的な戦力差の前に城はたちまち陥落、ボーダー王も戦死する。忠臣アズベスと共に辛くも城を脱出した王妃フェリアだが、追っ手に捕らえられ、残された王子ジョルディはアズベスの孫「ジョジョ」としてひそかに育てられる。
アズベスとジョジョは惑星アーストの伝説に残る鉄巨人を捜し求める放浪の旅を続け、12年後に反マーダル勢力が立てこもる白い谷にたどり着いた。マーダル軍の攻撃の中、少女チュルルに導かれたジョジョはいにしえの鉄巨人「ガリアン」を発見し、征服王マーダルとの戦いをはじめるのだった。

## 登場人物

### 反マーダル勢力
ジョルディ・ボーダー
声 - 菊池英博、千々松幸子（赤ん坊）
本編の主人公。ボーダー城陥落の日にボーダー王の嫡子として生まれた少年。12歳。アズベスの孫「ジョジョ」として育てられ、白い谷でチュルルの導きによりガリアンと出会う。後に自分が亡国の王子であることを知り、マーダルとの戦いを決意する。
菊池はジョジョのキャラクターのまま次回予告のナレーションも担当している。ナレーションの最後は必ず「……お楽しみに!」で締めるが、「アズベスの最期」が予告された回のみはこの台詞が無い。

チュルル
声 - 渕崎ゆり子
本編のヒロイン。白い谷の指導者・ダルタスの娘。10歳。元気な性格で、ジョジョに思いを寄せる。自分が見つけた白い谷の秘密の場所へジョジョを案内し、鉄巨人との出会いに導く。愛称は「チュチュ」。
最終回のエンディングにおいては、成長してジョジョの妃となったことをうかがわせる姿が描かれる。

アズベス
声 - 小林修（ナレーションも兼任）
ボーダー王の忠臣。54歳。マーダル軍の追跡から逃れるため、王とフェリアから託された王子ジョルディを自分の孫として育てる。厳格で統率力のある重厚な人物。剣豪としても知られ、大剣を背負っている（エンディングの大地に突き刺さる大剣は、彼の物である）。物語の中盤で己の運命を知り、単身マーダル誅殺のため勇猛に斬り込んでいくが、果たせずに散る。
本作のナレーションは、小林によって「我が王子は……」とアズベスの立場から語られたが、そのスタイルはアズベスの死後も継続された。

レッド・ウィンドウ
声 - 千葉繁
17歳の盗賊。無重力の谷でジョジョたちに出会う。身のこなしが軽く、鞭の使い手でもある。お調子者でギャグメーカーだが、ベタ惚れしたヒルムカへの態度は一貫して誠実である。後にガリアン自走改の操縦を行うようになる。

ヒルムカ
声 - 平野文
推定年齢18歳の謎の女。白い谷の人々にとっては素性が知れない流れ者だが、突然チュルルを連れ去り、ガリアンを駆るジョジョを無重力の谷へと誘う。
実はクレセント銀河にある惑星ランプレートのパトロール隊中尉。任務は、自文明の他文明への介入の阻止。ヒルムカはマーダルのアースト征服を阻止するため、アースト人であるジョジョたちに協力するのだが、彼女には監視権限しか与えられておらず、査問会から過剰干渉であるとみなされて一時は裁判にかけられる。だが同僚のウーズベンが彼女の撮った写真を査問会に提出して訴えかけ、ようやく理解される。

ダルタス
声 - 筈見純
マーダルに反抗する「白い谷」の指導者。チュルルの父親。アズベスに対して、様付けの敬称と敬語を使う。

ローナ
声 - 横尾まり
ダルタスの妻にして、チュルルの母。おてんばなチュルルを常に心配している。

ドン・スラーゼン
声 - 兼本新吾 / 楠見尚己（『サンライズ英雄譚』シリーズ、『スーパーロボット大戦BX』）
反マーダルを掲げる地方豪族の一人。実はボーダー一族の遠縁で、アズベスとは知己。機甲猟兵スカーツを操る。かつてはマーダルに仕えていた。普段はニタニタしていてあまり信頼できない雰囲気を持っているが、戦場では豪放磊落で状況判断に優れた指揮官である。
マーダルの正体に薄々感づき、後にその確証（異星人の宇宙船の残骸での会話）を得たことから離反し、白い谷の危機にプロマキス・ヴィー数機の部隊を引き連れて彼らに加勢する。自らが掴んだ情報を白い谷の面々に伝え、そのままジョジョに仕えて共に戦うことになる。

スミオン
声 - 佐藤正治
ドン・スラーゼンを「伯爵」と呼び、付き従うスラーゼンの家臣。スカーツに同乗し、コ・パイロットとして主君を補佐する。

ジルムセン・ランベル
声 - 屋良有作
ローダン将軍直属の配下（登場時）のマーダル軍幹部。青い機甲猟兵ザウエルを駆る、マーダル軍随一の勇者。他人の命令よりも己の信念に基づいて行動する寡黙な男で、戦いは常に正々堂々と挑むほど誇り高い性格。その性格ゆえ、ローダンに卑怯な手段で戦いを邪魔され、誇りを傷付けられたことに怒り、離反を決意。その後のジョジョとの一騎討ちに敗れて捕虜になるが、その誠実さに心打たれたのか、後にジョジョたちと共に戦う。

ボーラント、ブライ
声 - 郷里大輔、戸谷公次
ダルタスの旧友達。以前はスラーゼンと同じくマーダル軍に渋々服従していたが、白い谷がマーダル軍との決戦に勝利したとの報を受けて 白い谷の前に軍勢を率いて加勢した。

フェリア・ボーダー
声 - 泉晶子
ジョジョの母親でボーダー王の王妃。23歳→35歳（肉体年齢は23歳のまま）。落城の日にマーダルに捕らえられ、コールドスリープさせられてしまい、マーダルの居城でレリーフのように壁に飾られている。彼女を取り戻すことがジョジョの目的の一つでもあった。終盤で12年に渡るコールドスリープから解放され、妻にしようとしたマーダルに連れ去られてしまうも最終回で無事救出、成長した息子と涙の再会を果たした。

ボーダー王
声 - 寺田誠
ボーダー王国の若き国王。息子をジョルディと名付けた直後、マーダル軍に王都を奇襲され戦死する。

### マーダル軍
マーダル・テレートン
声 - 加藤精三 / 柴田秀勝（『スーパーロボット大戦BX』）
アーストに突如として現れた征服王。口ヒゲ、あごヒゲ、スキンヘッドが印象的な偉丈夫。征服王の名に恥じないカリスマ性を見せ付ける。自らに従わない白い谷に集結した面々に何度となく軍を差し向ける。元々はヒルムカと同じ惑星ランプレートの出身で、クレセント銀河で反乱を起こしたが、敗れて惑星アーストへ逃れてきた。
アースト第一次文明人が地中に埋めた機甲兵を掘り出して、アーストのボーダー王国を人馬兵などのロボット兵器を用いて瞬く間に滅ぼした後、アースト全土を制圧して工業を興す。わずか十数年間でアースト人へ800年分の科学力を叩き込むべく教育を施し、最終的には跳空間転移基を復活させて軍勢とともに空間転移を行って、故郷のクレセント大銀河の再生を目指している。
実はマーダルは、与えられた平和のために「惰眠」をむさぼって無気力になったランプレートなどのクレセント銀河諸星を武力によって乱し、その結果ランプレート人が覚醒することを期待している。彼らが自らその争いを克服することによって真の平和が訪れるのでなければ意味がないという思想を持ち、「生命」の本質は「闘争」であると言い放ち、戦いを悪と糾弾するジョジョに「お前を強く、たくましく育てたのは悪の力なのだ」と断言している。ランプレート到着後はランプレートを機甲兵で破壊して回るように部下に命じ、無気力なまま何世代も過ごしてきたランプレート人が恐怖と憎しみで覚醒することを狙う。

ハイ・シャルタット
声 - 速水奨
マーダルの親衛隊隊長。白銀のウィンガル・ジー、青いアゾルバ・ジーに搭乗。マーダルへの忠義一途の男で、彼の命令ならいかなるものであろうと実行する。しかし自尊心が異常に高く短慮なところもあり、それ故に暴走しガリアンを幾度も取り逃がす。また、12歳のジョジョ相手に「ガリアンは私の物になったのだ」と勝ち誇るなど、少々精神的に子供じみたところも見られる。

ローダン・テイキョーン
声 - 阪脩
マーダルの腹心でマーダル軍の軍事を司る。マーダル軍最強の軍団、別名「ローダン軍」を率いる将軍で、ランベルも当初は彼の直属だった。彼とマーダルとの間には同志とも言える深いつながりがあり、単に上司と部下の関係ではない。
傲慢で、戦いに勝つためならどんな卑怯な手も躊躇わない性格であり、ランベルが自ら挑んだ戦いに卑怯な手で介入したために彼の怒りを買い、離反されてしまう。
実はランプレート人であり、後に思想の違いからマーダルに反乱を企てるが、ハイの活躍によって失敗し、見せしめのために処刑された。

オートリ
声 - 戸谷公次
ローダンの腹心。ローダンの反乱の際、彼の命令でジョジョとチュルルの抹殺を命じられるが失敗に終わる。ローダン処刑後の動向は不明。

プロッツ
声 - 石森達幸
ローダン同様、マーダルの同志であったランプレート人。マーダル軍技術者を統べる筆頭であり、鉄の塔を駆動する恒星間航行用機関を発掘すべく、無重力の谷を管理している。

ビルセン
声 - 坂口正平
ローダン同様、マーダルの同志であったランプレート人。鉄の塔の管理人。

ザバ
声 - 玄田哲章
最初にガリアンと戦ったマーダル軍の将軍。粗野な男で白い谷を「3日で陥としてみせる」と豪語したが、ジョジョに討ち取られる。乗機はウィンガル・ジー。

イーツ
声 - 橋本晃一
マーダル親衛隊の一員で、ハイの同志。ハイの指示でマーダルの警護にあたるが、ローダンの反乱部隊に襲撃され命を落とす。

ディッカ
声 - 小山梓
マーダル親衛隊の一員で、ハイの同志。イーツと共にマーダルの警護に当たるが、イーツ共々反乱部隊に殺害された。

リーベン
声 - 金沢寿一
ハイの同僚。

### 高度文明連合
ウーズベン
声 - 井上和彦
ヒルムカの同僚であり恋人。任務と彼女への愛情の狭間で身動きがとれなくなってしまうが、何とか両者の折り合いをつけられるような形でできる限りの努力を払っていた。しかし、ジョジョ達と行動を共にすることに対しては理解を示すことが出来ず、最終的にヒルムカとは離れ離れになった。

評議会議員
声 - 銀河万丈
ヒルムカとウーズベンの上司。

評議会議長
声 - 飯塚昭三
中央惑星オムガに評議堂を構えている。

## 登場メカニック
機甲兵

マーダル軍製で模造品の重歩哨機シールズもここに含む。

浴槽
クラインの壺を彷彿とさせる、ガラス瓶状のマーダル専用巨大入浴装置。浴槽内部は液体で満たされており、マーダルは酸素マスクを着用して全裸で入水し、水中に浮かびながら瞑想を行う。これが単なる浴槽なのか、生命維持装置もしくは細胞活性装置なのかは不明。マーダルは定期的に入浴をするらしく、城内のみならず、専用の巨大車両にも搭載されている。

巨大車両
履帯で移動するマーダル軍の巨大な輸送車両。機甲兵を搭載／整備する移動基地にもなる。劇中では2種類（攻城塔を含めると3種類）が確認出来る。シールズ同様、古代文明の遺産ではなく、古代（もしくはマーダルらランプレートからの知識による）技術を基にマーダル軍オリジナルで製造された物と思われる。劇中では「戦車」とも呼称されるが、車体自体に固定武装は備えていない。塗装は真っ黒でマーダル専用車両には蛇の紋章が描かれている。

攻城塔
マーダル軍のザバ将軍が白い谷攻撃に用いた自走式の巨大攻城塔。巨大車両のバリエーションの一つだが、全長は短く、全高が高い。前面に破壊槌を連打するピストンハンマーを多数備える。車体上方内部には複数の投石機もあり、焼夷弾を投擲して白い谷に焔の雨を降らせる。

哨戒艇
マーダル城前面の大河を警備する小艇。単装ビーム砲塔を艇首に持つ。

ハルバード銃
マーダル兵の標準装備。斧槍状の長柄武器にコード接続型のビームガンが組み合わさっている。出力的には対人レベル程度で機甲兵には通用しないが、銃器が存在しないアーストでは脅威の武器。斬り払いや突きも可能で、ロロップル隊による槍突撃（チャージアタック）も侮れない。

ジェットパック
ガス圧により無重力の谷を進むのに使用する個人移動装備。マーダル兵はこれを背負い、手元のコントロールレバーで方向とガス噴射量を調整して空を泳ぐように飛行する。ヒルムカの使用する移動装備はこれと異なり、重力か慣性を制御して進むタイプで、マーダル軍に比較しても遙かに高度な文明の産物である。

瞬光弾砲
ヒルムカの指揮により、劇中後半に白い谷から多数発掘された古代兵器が整備された物。多連装型とガトリング砲型の2種がある。それまで機甲兵に対して巨大弩や投石機で対抗していた白い谷側は、これでようやく機甲兵とまともに戦える武器を手にしたと言える。

光る船（パトロール艇）
ヒルムカが操る円盤形の宇宙艇。反重力型らしくノズルの類は見当たらず、搭乗にはトラクタービームを用いる。カムフラージュ用の電飾によって光り輝き、アーストの住人に目撃されてもシルエットをつかまれないようにしている。機甲兵を破壊可能なビーム砲を装備しており、瞬光弾砲を無効化する。高度文明連合製でパトロール隊に同型機が多数配備されている。恒星間航行も可能。

パトロール隊母艦
そろばん玉を上下に二つつなげた形の大型宇宙母艦。パトロール艇を多数搭載。単なるマザーシップではなく、艦内でヒルムカの査問会が開かれるなど、組織としてパトロール隊の重大な機構も内部に存在する模様である。

## 用語
一部は公式サイトにて
白い谷
反マーダルを掲げる谷。族長ダルタスを中心に旧ボーダー王国ゆかりの者共が集っている。谷前面には石造の堅固な城塞が築かれ、陥落させることは容易ではない。その地中には瞬光弾砲他、古代文明の遺産が多数埋まっており、谷の奥底にはガリアンを安置していた整備場がある。劇中ではマーダル軍の攻勢を数度に渡って退けるが、第19話で遂に「無重力の谷」に蹂躙されて崩壊する。

ロロップル
頭部に水牛状の角が生えた二足歩行動物。アーストでは一般的な家畜で地球の馬に相当するが、鳥類が進化したものらしく嘴がある。マーダル軍、白い谷側を問わず騎兵が用いており、劇中ではマーダル自身も騎乗。見事な手綱さばきでアズベスの追撃から逃れている。

ガリアンソード
鉄巨人ガリアンが装備する数珠状につないだ刃が1本の刀剣、あるいは鞭のように変形する武装。詳細は「ガリアンソード」を参照。高橋良輔監督作品からはパイルバンカー、ローラーダッシュなどのギミックが生まれアニメやコミックなどに影響を与えたが、ガリアンソードもそのひとつである。

瞬光弾「マグネシウムアロー」
この物語世界の大威力兵器で、命中すると一瞬遅れて閃光を発して爆発し、周囲を破壊する。モノコットだけでなく、アゾルバの水機銃やスカーツの鉄鷲機（バックインバネス）にも搭載。前述のように白い谷側には車輪の付いたいわゆる牽引砲タイプの瞬光弾砲が発掘され、劇中後半にかなりの数が実戦配備されている。大気を取り込んで高温高圧のプラズマにしたものを重力コーティングして弾体とし、それを電磁誘導で発射するとの設定（雑誌『デュアルマガジン』の解説より）で、反動が少なく、通常時は弾体重量や弾体ホルダーが必要で無いという利点があり、命中すると重力コーティング崩壊時の周囲への破壊力と、解放されたプラズマの爆発力で多大な被害を与える。直接射撃のみのビームと違い、重力の影響を受けるので曲射も可能である。

全天周囲モニター
ガリアンのみに搭載されている機能。モニター映像には黒いハニカム模様の枠がかかって見える演出がされており、完全な疑似映像ではないことが強調されている。

鉄の城
ボーダー城の跡に建設されたマーダルの居城。別名マーダル城。文字通り鋼鉄で出来ており、内部は中世レベルのアースト文明からかけ離れた、ランプレート文明の粋が凝らされている。

鉄の都
征服王マーダルの首都。旧ボーダー王国の王都だった。

トラクタービーム
重力制御の応用で物体を吸引、もしくは浮上させる牽引光線。パトロール艇の搭乗装置の他、マーダル側も「鉄の塔」に投光器風の装置があり、最終回、マーダル自身がランプレートに残留する際にも使われる。

無重力の谷
プロッツが管理するマーダル軍の要地。アースト上空で四散したマーダルらの宇宙船（機関部）が落下した土地の一つ。機関部に搭載されていた重力制御装置により、谷一つが丸々無重力状態になっている。草木が藻のように生え、空中には恐竜のような、巨大古代生物の化石や骨が散乱している。後にマーダルは重力制御装置その物を浮上移動させ、無重力を武器に白い谷を破壊した。跳空間転移基の動力源でもある。

発掘場
マーダル軍の要地。機甲兵の生産工場と思われていたが、地下には機甲兵他、古代アースト文明の遺産が眠り、マーダル軍の手によって発掘再生されていた。古代アースト文明が造り出した跳空間転移基が埋まっており、後にマーダルは重力制御装置を用いて発掘場を崩壊させ、強制的に転移基を発掘。マーダル城隣の「鉄の塔」（制御装置）と合体させる。

跳空間転移基（超空間転移機とも）
表記はDVD-BOX解説書より。超光速航法ないしワープ航法を実現する装置。アースト人は「鉄の塔」と呼ぶ。もともとは、惑星アーストの第一次文明人が全ての兵器とともに争いのもととならぬように地下に埋めたもの。かってアーストの第一次文明人は、これを使用することにより「ハイジャンプ」時代を迎えて宇宙に進出することが出来、争いのない理想郷であるクレセント銀河（アーストのあるイラスタント太陽系と混同され、劇中初期はイラスタント銀河とも呼称されている）文明を築いた。作中ではマーダルが発掘。動力源（重力制御装置）及び制御装置（鉄の塔）と接続後、惑星アーストから惑星ランプレートへ向けて、「鉄の都」の地面ごと軍勢を空間転移させるのに使用する。

高度文明連合
クレセント大銀河に存在する惑星連合。主星は中央惑星オムガ。彼らは前述のように古代アースト人達の末裔で、戦いを忌避する余りに住民を統括する超管理社会を作ってしまい、社会的活力を失って停滞。マーダル曰く「生きていても、死んでいるのも同じ」と揶揄されている。

イレーザー
クレセント銀河高度文明連合の持つ自己破壊装置。形状は、円錐、立方体、正20面体など幾何学的な立体を呈する多数の物体の集合体である。アースト人の移住によって築かれたクレセント銀河文明に太古より伝わる大いなる力とされる。惑星ランプレートにおいて、機甲界の住人（アースト人）との戦闘行為及び自身の兵による破壊行為で、ランプレート人を憎悪の感情に覚醒させようとする反逆者マーダルの意図に気づいた惑星オムガの中央評議会は、この装置を発動させた。しかし実は評議会ですらその正体は知らない。
ひとたび発動が決定されれば、その活動は目標の周囲1.6パーセク（5.216光年）までを重力波動によって原子に還元するまで止まることはない。これは兵器ではなく、憎悪や恐怖、暴力といった負の感情で心を汚されないように、「外科手術」的にそのような部分を取り除くための装置であり、高度文明連合の存在意義を維持するための自己破壊装置であった。超空間を通過した後、10パーセク（32.6光年）を8時間という光速を超える驚異的なスピードでランプレートに迫り、ランプレート周辺1.6パーセクの物体を消滅させる。

## スタッフ
- 原案 - 矢立肇
- 原作・監督 - 高橋良輔
- プロデューサー - 初川則夫（日本テレビ）、木本隆彦（読売広告社）、長谷川徹（日本サンライズ）
- キャラクターデザイン - 塩山紀生
- メカニカルデザイン - 大河原邦男、出渕裕
- 美術監督 - 宮前光春
- 撮影 - スタジオ・ウッド 佐藤均、森口洋輔ほか
- 音楽 - 冬木透
- 音響監督 - 浦上靖夫
- 制作 - 日本サンライズ

## 主題歌
オープニングテーマ - ガリアン・ワールド -Run For Your Life-
作詞 - 三浦徳子、KING REGUYTH / 作曲・編曲 - 井上大輔 / 歌 - EUROX
レーベル - ワーナー・パイオニア
サウンドトラックに収録されているテレビバージョンSE（効果音）入りのオープニングでは、実際のオープニングのものよりSEの入りのタイミングが早い。

エンディングテーマ - 星の1秒
作詞 - 三浦徳子、KING REGUYTH / 作曲・編曲 - 井上大輔 / 歌 - EUROX
レーベル - ワーナー・パイオニア
日本語詞なのは一番の半ば過ぎまで（アニメ本編で流されるのは一番のみ）。二番以降は完全英語詞。
※オリジナルである英語歌詞バージョンは、サウンドトラック（Vol.2）に収録されている。
※作詞に名を連ねているKING REGUYTHはEUROXメンバーの根本博のペンネームであり、英語詞の部分を担当している。

## 各話リスト
放送日は日本テレビのもの。サブタイトル、脚本、演出、作画監督の出典→
| 話数 | 放送日         | サブタイトル       | 脚本     | 絵コンテ   | 演出       | 作画監督                   |
| ---- | -------------- | ------------------ | -------- | ---------- | ---------- | -------------------------- |
| 1    | 1984年 10月5日 | 伝説の始まり       | 鳥海尽三 | 谷田部勝義 | 谷田部勝義 | 中村旭良 塩山紀生          |
| 2    | 10月12日       | ガリアンの目覚め   | 五武冬史 | 知吹愛弓   | 知吹愛弓   | 二宮常雄 塩山紀生          |
| 3    | 10月19日       | 白い谷の闘い       | 吉川惣司 | 康村正一   | 康村正一   | 谷口守泰 塩山紀生          |
| 4    | 10月26日       | チュルルを追って   | 鳥海尽三 | 津田義三   | 津田義三   | 中村旭良 塩山紀生          |
| 5    | 11月2日        | 無重力の谷         | 五武冬史 | 加瀬充子   | 加瀬充子   | 八幡正 塩山紀生            |
| 6    | 11月9日        | 地底に眠る秘密     | 吉川惣司 | 谷田部勝義 | 谷田部勝義 | 谷口守泰 塩山紀生          |
| 7    | 11月16日       | ローダン軍接近     | 吉川惣司 | 康村正一   | 池田成     | 貴志夫美子 吉田徹 塩山紀生 |
| 8    | 11月23日       | マーダルの告発     | 五武冬史 | 知吹愛弓   | 知吹愛弓   | 二宮常雄 塩山紀生          |
| 9    | 11月30日       | 裁かれるヒルムカ   | 吉川惣司 | 津田義三   | 津田義三   | 中村旭良 塩山紀生          |
| 10   | 12月7日        | 火を吹く重装改     | 鳥海尽三 | 加瀬充子   | 加瀬充子   | 八幡正 塩山紀生            |
| 11   | 12月14日       | 騎士と勇者         | 五武冬史 | 谷田部勝義 | 谷田部勝義 | 貴志夫美子 吉田徹 塩山紀生 |
| 12   | 12月21日       | マーダルの正体     | 吉川惣司 | 池田成     | 池田成     | 中村旭良 塩山紀生          |
| 13   | 12月28日       | ジョジョの悩み     | 吉川惣司 | 知吹愛弓   | 知吹愛弓   | 谷口守泰 塩山紀生          |
| 14   | 1985年 1月11日 | ああ、ものいわぬ母 | 鳥海尽三 | 津田義三   | 津田義三   | 八幡正 塩山紀生            |
| 15   | 1月18日        | 鉄の城脱出         | 鳥海尽三 | 加瀬充子   | 加瀬充子   | 貴志夫美子 吉田徹 塩山紀生 |
| 16   | 1月25日        | マーダル出陣       | 五武冬史 | 谷田部勝義 | 谷田部勝義 | 中村旭良 塩山紀生          |
| 17   | 2月1日         | 運命の対決         | 五武冬史 | 池田成     | 池田成     | 二宮常雄 塩山紀生          |
| 18   | 2月8日         | アズベスの最期     | 五武冬史 | 知吹愛弓   | 知吹愛弓   | 八幡正 塩山紀生            |
| 19   | 2月15日        | 白い谷崩壊         | 吉川惣司 | 加瀬充子   | 加瀬充子   | 谷口守泰 塩山紀生          |
| 20   | 2月22日        | そびえたつ野望     | 吉川惣司 | 谷田部勝義 | 谷田部勝義 | 中村旭良 塩山紀生          |
| 21   | 3月1日         | 動乱の都           | 鳥海尽三 | 池田成     | 池田成     | 八幡正 塩山紀生            |
| 22   | 3月8日         | フェリア再生       | 鳥海尽三 | 知吹愛弓   | 知吹愛弓   | 谷口守泰 塩山紀生          |
| 23   | 3月15日        | 惑星ランプレート   | 五武冬史 | 加瀬充子   | 加瀬充子   | 中村旭良 塩山紀生          |
| 24   | 3月22日        | 幻想の崩壊         | 吉川惣司 | 谷田部勝義 | 谷田部勝義 | 八幡正 塩山紀生            |
| 25   | 3月29日        | 伝説の光芒         | 五武冬史 | 池田成     | 池田成     | 谷口守泰 吉田徹 塩山紀生   |

## 放送局
放送日時は、個別に出典が提示されてあるものを除き、1985年2月時点、放送系列は放送当時のものとする。
| 放送地域       | 放送局             | 放送日時                                                          | 放送系列                      | 備考   |
| -------------- | ------------------ | ----------------------------------------------------------------- | ----------------------------- | ------ |
| 関東広域圏     | 日本テレビ         | 金曜 17:30 - 18:00                                                | 日本テレビ系列                | 制作局 |
| 宮城県         | ミヤギテレビ       | 金曜 17:30 - 18:00                                                | 日本テレビ系列                |        |
| 新潟県         | テレビ新潟         | 金曜 17:30 - 18:00                                                | 日本テレビ系列                |        |
| 岡山県・香川県 | 西日本放送         | 金曜 17:30 - 18:00                                                | 日本テレビ系列                |        |
| 熊本県         | くまもと県民テレビ | 水曜 17:00 - 17:30                                                | 日本テレビ系列                |        |
| 北海道         | 札幌テレビ         | 木曜 17:00 - 17:30                                                | 日本テレビ系列                |        |
| 福島県         | 福島中央テレビ     | 金曜 17:30 - 18:00（第13話まで） 木曜 17:00 - 17:30（第14話から） | 日本テレビ系列                |        |
| 中京広域圏     | 中京テレビ         | 木曜 17:00 - 17:30                                                | 日本テレビ系列                |        |
| 静岡県         | 静岡第一テレビ     | 金曜 17:00 - 17:30                                                | 日本テレビ系列                |        |
| 福岡県         | 福岡放送           | 土曜 8:00 - 8:30                                                  | 日本テレビ系列                |        |
| 近畿広域圏     | よみうりテレビ     | 日曜 7:00 - 7:30                                                  | 日本テレビ系列                |        |
| 広島県         | 広島テレビ         | 日曜 8:30 - 9:00                                                  | 日本テレビ系列                |        |
| 山形県         | 山形放送           | 水曜 16:30 - 17:00                                                | 日本テレビ系列 テレビ朝日系列 |        |

## その他
- 同じサンライズ製作で、ほぼ同時期に放映された『聖戦士ダンバイン』も同様にファンタジー色の強いロボット物だが、DVD-BOXのブックレット内の対談で、両作品のメカニックデザインを務めた出渕裕は「向こうが田園調で欧州的なハイファンタジーとすれば、こっちは荒野で米国的なヒロイックファンタジー」との見解を述べている。
- 最終話のエンディングは通常のものと異なり、地面に突き刺さる剣を成人したと思われるジョルディとチュルルが一緒に剣を引き抜き、2人寄り添って抱き合う、というシーンに変更されている。2人の姿はまるで結婚式のようなシーンであり、そのバックに最終話の「その後」と思わせ、マーダル、ハイ・シャルタットら主要キャラクターが登場する。
- 本作放送と並行して講談社「コミックボンボン」ですがい優著のコミカライズ版が連載された（単行本未発売）

## 関連商品

### CD
- 機甲界ガリアン 音楽集Vol.1
- 機甲界ガリアン 音楽集Vol.2

本放送当時ワーナーパイオニアからLP盤のほかにCDがリリースされていたが、出荷数が少なく、中古市場では幻のCDとしてプレミアがついていた。2008年10月24日にディスクユニオンのTRIPLE STARSレーベルから再リリースされた。
2017年には上記盤に収録された劇伴と未収録劇伴を加え、音源をデジタルリマスター化した「完全盤サウンドトラック（仮称）」の近日発売が告知されていたが、音源のマスターテープの発見に時間がかかり、最終的に2018年2月28日に、未収録劇伴を追加収録した上記2枚に加え、Vol.2のSE無しディスクに主題歌EPを加えた4枚を、レコード盤の復刻ジャケットと新規BOXに収めた「機甲界ガリアン 音楽集 完全版」として発売された。
以前のCDと異なり劇伴は全曲1曲1トラックにわけられている。

### OVA
初リリース時は全て東芝映像ソフト社から発売された。
- 『機甲界ガリアン 大地の章』 （1986年1月21日発売）
第1話から第13話までの総集編。
- 『機甲界ガリアン 天空の章』 （1986年3月21日発売）
第14話から第25話までの総集編。
- 『機甲界ガリアン 鉄の紋章』 （1986年8月5日発売）
題名と登場人物の名前以外は全て異なるアナザーストーリー。ジョジョはジョルディ王子という役柄であり、担当する声優は菊池英博ではなく、菊池正美である。

### LD-BOX
発売元はタカラ。
- 『機甲界ガリアン パーフェクトコレクション』 TLD-05（1991年12月25日発売）
テレビシリーズ全25話を収録。
未発売「指揮用水機兵アゾルバー・ジー」プラモデルキット付属

発売元はバンダイビジュアル。
- 『機甲界ガリアン メモリアルボックス』 BELL-1076（1998年発売）
テレビシリーズ全25話を収録。
中のジャケットをそれぞれ別々のイラストレーターが担当。
  1. 山田章博
  2. 塩山紀生
  3. たけばしんご
  4. 草なぎ琢仁
  5. 開田裕治
  6. 谷口守泰
  7. 出渕裕

  - ボックス末弥純

### DVD
発売元はバンダイビジュアル。
- 『機甲界ガリアン DVDメモリアルボックス』 BCBA-1568（2003年3月28日発売）
テレビシリーズ全25話、及び上記のOVA全3話を収録。
- 『機甲界ガリアン DVD-BOX』 BCBA-4001（2011年1月28日発売）
“ EMOTION the Best ”シリーズのひとつとして発売。仕様は概ね上記メモリアルボックスに順ずる。

### Blu-ray
発売元はワーナー・ブラザース・ホームエンターテイメント。
- 『機甲界ガリアン プレミアムBlu-rayBOX』（2017年5月10日発売）
テレビシリーズ全25話、及び上記のOVA全3話を収録。
ボックス内のジャケットアートは塩山紀生の描き下ろしだが、塩山は同年4月に逝去したため、これがガリアンにおける最後の仕事となった。

### 玩具・文具
ガリアンなど、本作中に登場するロボットは、メインスポンサーであったタカラによって1/100.スケールでプラモデル化された。キット封入のポイントカードを集めて応募すると〜プラモデル化が見送られたモノコットのスクラッチテキスト(図面)や、シールズのレジンキャストキットの配布キャンペーンが行われた。しかし売り上げはあまり芳しくなく、本作が全25話という短命に終わったのもこれが一因とされる。小スケール1/130のモデルはクラウンモデルが担当。タカラからは発売されなかった『プロマキス・ヴィー』なども発売された。完成品等の玩具はサンセイから発売している。ガリアンガムなど食玩がカバヤ食品から、文具類はショウワノートから発売された。放送終了後もガレージキットや完成品が発売されている。2023年、アカデミーとウェーブのコラボレーション企画による、1/72のプラキットとしてのガリアン、プロマキス、ガリアン重装改が発売。その他、スカーツ、ザウエルなど番組に登場したロボット模型のシリーズ化が予告されている。同様にグッドスマイルカンパニー「MODEROID」からもノンスケールの番組登場ロボ模型のシリーズ化が発表され、ガリアン、ガリアン重装改の商品化が為された他、スカーツ、ザウエルなどが商品化を予定されている。

### ゲーム
サンライズが制作したアニメのクロスオーバー作品であるブレイブサーガシリーズや、サンライズ英雄譚シリーズなどに登場している。
- ブレイブサーガシリーズ（タカラ）
  - 『新世代ロボット戦記ブレイブサーガ』PlayStation （1998年12月17日）
  - 『ブレイブサーガ2』 PlayStation（2000年5月2日）
  - 『ブレイブサーガ 新章 アスタリア』ゲームボーイカラー（2001年1月26日）
- サンライズ英雄譚シリーズ（サンライズインタラクティブ）
  - 『サンライズ英雄譚』ドリームキャスト（1999年12月2日）
  - 『サンライズ英雄譚R』PlayStation 2（2000年11月22日）
  - 『サンライズ英雄譚2』PlayStation 2（2002年7月21日）
  - 『SUNRISE WORLD WAR Fromサンライズ英雄譚』 PlayStation 2（2003年9月25日）
- 『バトルオブサンライズ』 PlayStation 2/サンライズインタラクティブ（2008年4月10日）
- スーパーロボット大戦シリーズ（バンダイナムコエンターテインメント）
  - 『スーパーロボット大戦BX』ニンテンドー3DS（2015年8月20日）
  - 『スーパーロボット大戦X-Ω』iOS・Android（2015年10月5日）第3期参戦作品として追加

ボードゲーム
- ボードウォー・シミュレーションゲーム（ツクダホビー）
  - 『PANZER BRADE （パンツァーブレード） 白い谷の攻防』--- 戦術級

トレーディングカードゲーム
- 『ブレイブサーガ』（タカラ、1999年4月）
上述のゲームのカードゲーム版。
- 『サンライズクルセイド』（バンダイ、2008年4月）
「第3章 反逆の騎士」から登場。